# 西高山町
西高山町（にしたかやまちょう）は、愛知県春日井市の地名。

## 地理
春日井市西部に位置する。東は高山町、西は宮町・前並町、南は宮町、北は前並町に接する。

## 歴史
1996年に行われた区画整理により1丁目、2丁目、3丁目が成立。高山町、宮町、前並町と町域の変更が行われ町域面積が増えた。

### 町名の由来
高山町の西側に位置することによる。

### 人口の変遷
国勢調査による人口および世帯数の推移。
| 1995年（平成7年）  | 410世帯 1477人 |  |
| 2000年（平成12年） | 139世帯 457人  |  |
| 2005年（平成17年） | 609世帯 2057人 |  |
| 2010年（平成22年） | 637世帯 2122人 |  |
| 2015年（平成27年） | 679世帯 2106人 |  |
| 2020年（令和2年）  | 696世帯 2055人 |  |

### 沿革
- 1948年（昭和23年） - 春日井市春日井の一部により、同市西高山町が成立する[2]。

## 施設
- 前高公園
- 西高山公園
- バロー春日井西店
- イリヤ化学春日井工場

### WEB
1. ↑  “愛知県春日井市の町丁・字一覧”.   人口統計ラボ. 2023年10月20日閲覧。
2. 1 2  総務省統計局 (2022年2月10日). “令和2年国勢調査の調査結果(e-Stat) - 男女別人口，外国人人口及び世帯数－町丁・字等” (CSV). 2023年8月2日閲覧。
3. ↑  “愛知県春日井市の郵便番号一覧”.   日本郵便. 2023年10月20日閲覧。
4. ↑  “市外局番の一覧” (PDF).   総務省 (2022年3月1日). 2022年3月22日閲覧。
5. ↑  総務省統計局 (2014年3月28日). “平成7年国勢調査の調査結果(e-Stat) - 男女別人口及び世帯数 －町丁・字等” (CSV). 2021年7月20日閲覧。
6. ↑  総務省統計局 (2014年5月30日). “平成12年国勢調査の調査結果(e-Stat) - 男女別人口及び世帯数 －町丁・字等” (CSV). 2021年7月20日閲覧。
7. ↑  総務省統計局 (2014年6月27日). “平成17年国勢調査の調査結果(e-Stat) - 男女別人口及び世帯数 －町丁・字等” (CSV). 2021年7月21日閲覧。
8. ↑  総務省統計局 (2012年1月20日). “平成22年国勢調査の調査結果(e-Stat) - 男女別人口及び世帯数 －町丁・字等” (CSV). 2021年7月21日閲覧。
9. ↑  総務省統計局 (2017年1月27日). “平成27年国勢調査の調査結果(e-Stat) - 男女別人口及び世帯数 －町丁・字等” (CSV). 2021年7月21日閲覧。

### 書籍
1. 1 2  「角川日本地名大辞典」編纂委員会 1989, p. 1651.
2. 1 2  「角川日本地名大辞典」編纂委員会 1989, p. 1007.